# お迎えです。
『お迎えです。』（おむかえです）は、田中メカによる日本の漫画作品。『LaLa』（白泉社）において、1999年3月号から2002年3月号にかけて連載された後、同誌の2016年4月号より連載が再始動、2016年6月号まで連載された。同誌2016年7月号には、テレビドラマ版の設定で描かれた「お迎えです。 特別編」が掲載された。
単行本は花とゆめコミックスから全6巻と、白泉社文庫から全3巻（花とゆめコミックス第1巻 - 第5巻の内容に、読切5本を抜いて描き下ろし数本を加えたもの）が刊行されている。
2016年に『お迎えデス。』のタイトルで実写ドラマ化。

## あらすじ
ひょんなことからあの世の会社「GSG」（極楽送迎）の社員に出会った主人公 堤 円（つつみ まどか）。この世に未練がある霊を、あの世に送り届けるバイトをするはめになる。

## 主な登場人物
※ 声はドラマCDのキャスト、演はテレビドラマのキャスト。
堤 円（つつみ まどか）
声 - 石田彰、演 - 福士蒼汰
主人公。男子大学生（初登場時は高校3年生）で、卒業後は教職に就く。通称「えんちゃん」。
飄々とした性格で感情表現が苦手。寝起きが悪く授業中もよく寝ているが要領のよさで試験をクリアしている模様。
運動神経はそこそこよいが、犬が苦手で音痴。
霊が見える上にそれを体に憑依させることが出来るため、なかなか成仏しない霊をあの世に送り届けるGSGのバイトとして雇われる羽目に。
霊に憑依されている状態が長時間続くと憑依した霊が円の身体から出られなくなってしまう。
7月19日生まれ。血液型：B型。身長175センチメートル。
テレビドラマ版では工学部の大学2年生でロケット同好会所属。なぜか、幸に「お付き合いをしてください」と告白をする。
理由は人間観察。その後、時間を得て考え最終回で幸にキスをした。
ナベシマ
声 - 置鮎龍太郎、演 - 鈴木亮平 
GSG送迎二課の社員。いわゆる死神。
いつもピンクのウサギ+αの着ぐるみを着ているが上司の命令によるものらしい。中身はイケメン（ただし髪が短いと童顔が際立つ）。
気のいい兄ちゃんだが言動がキツイ。愛煙家。
6月4日生まれ、4月10日没。血液型：O型。身長182センチメートル。
テレビドラマ版では、何らかの理由で生前の記憶を失っているが本人はあまり気に留めていない様子。
霊を「あの世」に送る時などには二人乗りのスクーターに乗っている。また、本編開始前のストーリーテラーも担当している。
第6話にて、幸の「ある言葉」を聞いたことをきっかけに生前の記憶を取り戻し始める。
ゆずこ
声 - 南央美、演 - 濱田ここね
ナベシマの相棒で同じく死神。
可愛らしい風貌だが幼い外見によらず中身は案外大人の女性である模様。
課長の林田に好意を持たれているが、本人は迷惑している。
いつもナベシマの着ぐるみと対応するコスプレをさせられており円にセクハラされる。
3月3日生まれ、8月27日没。血液型：O型。身長145センチメートル。
漫画ではベリーショートの髪型に対し、テレビドラマ版ではアップスタイルにするなど、容姿が変わっている。
阿熊 幸（あぐま さち）
声 - ゆきのさつき、演 - 土屋太鳳
GSGのバイト。幽体離脱が出来る女子高生（後に短大生）。通称「さっちゃん」。
ある事情から知り合ったナベシマのことが好きでナベシマの前だと急に乙女になり、またナベシマに好意を抱いていることを（ナベシマ本人を含めた）周囲に知られるのを恐れている。
一方で、円のことを微妙に意識していて、円の前ではツンデレ。空手の達人で乱暴者だが、根はまっすぐで優しい。
愛犬「ベッシー」はナベシマに由来。
過去、霊を成仏させられないまま四十九日を過ぎてしまい怨霊にしてしまったことがある。
幽体離脱をして霊体になると壁などをすり抜けたりナベシマら死神や幽霊に触れたり他の霊を自分の本体に憑依させることができる。
しかし、幽体離脱した幸の霊体と本体は半透明のロープのようなもので繋がれているため、霊体が自由に動き回れる範囲は限られており、また幽体離脱をしている時間が長すぎると幸の霊体は本体に戻れないまま現世を彷徨うことになる。
11月29日生まれ。血液型：A型。身長165センチメートル。
テレビドラマ版：円と同じ大学の大学生で実家は裕福だが、両親は離婚しており母と暮らしているが母はほとんど仕事のため不在でいることが多く実質一人暮らし。
幽霊としてこの世に留まっている千里が家に居候している。
津田（つだ）
声 - 伊藤健太郎
円とは高校からの同級生であり、一浪後同じ大学に通う。
思いを寄せていた高校時代の恩師を亡くす。その後、バイト先の後輩に好意を持たれている。
緒川 千里（おがわ ちさと）
声 - 久川綾、演 - 門脇麦
大学で出会った円に思いを寄せていたが事故に遭い亡くなる。おっとりしているが意思は強い。周りの人のためにポルターガイストをよく起こす。
亡くなった後も円に告白したいがためにこの世にとどまりGSGの世話になる。その際、身体を貸した幸と意気投合　「ちさっち」「くまっち」と呼び合う仲に。
テレビドラマ版ではGSGから逃げ出したためナベシマたちから追われており見つかれば「あの世」に強制送還されてしまう。
第5話以降は、怨霊化した矢島美樹のポルターガイスト現象に巻き込まれて負傷・入院した幸に代わって円の「バイト」を手伝っていたが第7話でナベシマたちに見つかってしまう。第8話で幽体離脱した幸の体に憑依し、円とデートした後に思いを告白し成仏した。

## 書誌情報
- 田中メカ 『お迎えです。』 白泉社〈花とゆめコミックス〉、全6巻
  1. 1999年12月4日発売[6]、ISBN 4-592-17746-0、「変化の法則」「ときわ2本松」収録
  2. 2000年6月5日発売[7]、ISBN 4-592-17763-0、「無敵のハートビーター」「天然求心力α」収録
  3. 2001年5月2日発売[8]、ISBN 4-592-17020-2
  4. 2001年11月5日発売[9]、ISBN 4-592-17021-0、「番外編 サヨナラほうき星」「苦いクスリに甘い嘘」収録
  5. 2002年5月2日発売[10]、ISBN 4-592-17022-9
  6. 2016年6月3日発売[11]、ISBN 978-4-592-21116-7、「前夜祭パトローラー」収録
- 田中メカ 『お迎えです。』 白泉社〈白泉社文庫〉、全3巻
  1. 2007年9月14日発売[12]、ISBN 978-4-592-88528-3
  2. 2007年11月15日発売[13]、ISBN 978-4-592-88529-0、「番外編 サヨナラほうき星」収録
  3. 2008年1月11日発売[14]、ISBN 978-4-592-88530-6

## ドラマCD
『お迎えです。〜極楽湯けむり旅情編〜』のタイトルで、2001年6月にパイオニアLDCから発売された。

### キャスト（ドラマCD）
主要キャストは「#主な登場人物」項を参照。
- 市橋：陶山章央
- 馬場ジイ：緒方賢一
- 卓球部部長：岩田光央
- 女の子1：並木のり子
- 女の子2：前川優子

## テレビドラマ
『お迎えデス。』（おむかえです。）のタイトルにより、2016年4月23日から6月18日まで日本テレビ系「土曜ドラマ」枠で放送された。福士蒼汰の日本テレビ系連続ドラマ初主演作で、共演する土屋太鳳も日本テレビのドラマはこれが初出演となった。
キャッチコピーは「死んでも叶えたい想い、成仏させます。」。

### 放送・配信
本来は同年4月16日に開始予定であったが、同月14日から発生した熊本地震関連の『NNN報道特番・熊本など余震続く 大雨警戒』放送のため延期となった。なお、初回は15分拡大（21:00 - 22:09）で放送された。本来の全話数は10話だったが前述の放送開始延期により、全話数を9話に短縮したうえで最終話を本来第9話・最終第10話として放送する予定だったエピソードを統合した2時間スペシャル版として放送された。当ドラマでは日本テレビ系列の各種企画とのコラボレーションが行われていた関係で、以下の影響が発生している。
- 第5話（当初5月14日放送予定）のエピソードは、当該週（同月8日から15日）が『7daysTV かぞくって、なんだ。』を展開しており、日本テレビ系各番組が『7daysTV』に関する内容になっていた。当ドラマも『7daysTV』に関するエピソードが含まれているため、第4話として1週繰り上げて放送。当初の第4話を第5話（5月21日放送）とし、話がつながるよう一部再編集した。
- 第6話（当初5月21日放送予定）では、当該週（同月15日から21日）が『笑点』50周年記念の週・翌22日が5代目司会者である桂歌丸最後の出演である節目であることから、日本テレビ系各番組に笑点メンバーが出演していた（ドラマでは当ドラマのほかに、『世界一難しい恋』に林家たい平が出演）。当ドラマも大喜利のレギュラーである三遊亭好楽が出演した。しかし、この影響で歌丸勇退後（および新司会者の春風亭昇太就任前日）の5月28日の放送となった。

### キャスト（テレビドラマ）
堤 円
演 - 福士蒼汰
阿熊 幸
演 - 土屋太鳳（幼少期：井上琳水）
ナベシマ
演 - 鈴木亮平 
緒川 千里
演 - 門脇麦
ゆずこ
演 - 濱田ここね
見た目は子供だが実際は大人の女性。
原作の愛され&癒しキャラから、大人の女性キャラに変更されている。
シノザキ
演 - 野間口徹
1課所属の死神。ナベシマ所属の2課に何かと辛く当たる。
加藤 孝志
演 - 森永悠希
堤 さやか
演 - 大友花恋
郁夫の連れ子。円の腹違いの妹で円につっけんどんな態度を取るが、本当は円が好き。
マツモト
演 - 根岸拓哉
魔百合
演 - 比留川游
陰陽師。
真奈美
演 - 松川星
佳織
幸の親友で同級生。
演 - 小林璃央
幸の親友で同級生。
阿熊 久美子
演 - 高岡早紀
幸の母。バツイチ。海外への出張がとても多く、ほとんど家にいない。だが、娘の話をしっかり聞こうとする。
山下 寛
演 - 飯田基祐
幸の実父。バツイチ。月見ヶ丘総合病院の院長。
堤 由美子
演 - 石野真子
円の実母。さやかとは血縁関係が無い。
堤 郁夫
演 - 大杉漣
円の父。円とは血縁関係が無い。家族思いの優しい性格。登山が好き。

### ゲスト（テレビドラマ）
凡例
△：劇中で円に憑依して行動を取った幽霊。
▲：成仏出来ずに怨霊となり消滅した幽霊。

#### 第1話
馬場 陽造（ばば ようぞう）△
演 - 伊東四朗（最終話）
娘の玲子が交際相手の正道と結婚の申し出に来た数日後に亡くなる。
佐野 (馬場)  玲子（さの (ばば)  れいこ）
演 - 菅野美穂
陽造の娘。妊娠中。
佐野 正道（さの まさみち）
演 - 矢柴俊博
玲子の結婚相手。フリーターの漫画家志望。競馬を題材にした漫画を描いていた。
女子大生
演 - 富山えり子
演 - 紅甘

#### 第2話
和弥（かずや）△
演 - 加部亜門（最終話）
14歳の若さで心臓病で亡くなった少年。生前、瑞江と一緒に観覧車に乗る約束を交わしていた。入院中は恋愛ドラマばかり見ていたため、円が瑞江との関係を作るために採血で訪れ、彼に憑依した際には瑞江にキザな言葉をかけていた。
増田 瑞江（ますだ みずえ）
演 - 比嘉愛未
和弥が入院していた時に担当していた看護師。和弥との約束を果たせなかったことを悔やんでいた。
安田 努（やすだ つとむ）
演 - 笠原秀幸
瑞江の交際相手。海外赴任の一件で瑞江と意見が食い違い、仲違いする。

#### 第3 - 4話
矢島 美樹（やじま みき）▲
演 - 野波麻帆
円が授業中に見かけた高校教師。担当科目は古文。卒業式を控えた前日に亡くなる。
教え子の亮二に好意を抱いていたが、彼が他の女性と仲良くしている姿を見て嫉妬するようになり、さらにはいずれ自分のことも忘れてしまうことに苛立ちを見せ始め、「いっそ殺してやりたい」と怨霊と化して自暴自棄になるが、円の協力で授業を行い怨霊化を抑えるも、怨霊になっていた時間が長すぎたために再発し、最後は魔百合の持っていた鈴を拾って消滅した。
中村 亮二（なかむら りょうじ）
演 - 竜星涼
美樹の元教え子。やんちゃな性格であるが、素直な一面もある。
円と幸と同じ大学に進学したにもかかわらず、とある事情から遊び歩いたりダーツバーに入り浸っている。
保（たもつ）△
演 - 今野浩喜
ナベシマがあの世へ連れて行こうとしている幽霊。幸に一目惚れし、セクハラまがいのストーカーに走る。

#### 第5話
加藤 嘉子（かとう よしこ）△
演 - 藤田弓子
加藤の祖母。
若いころは実家が貧乏で大学にも行けず、こっそり学生に成りすまして勉強していた際に幸介と出会い、恋に落ちる。
前田 幸介（まえだ こうすけ）
演 - 西岡德馬
嘉子の初恋相手で円が通う明櫻大学の教授。専門は経済学。
教え子である利恵とのセクハラ疑惑により退職の危機に陥る。
江川 利恵（えがわ りえ）
演 - 飯豊まりえ
円と同じ明櫻大学に通う女子大学生。
恩師である幸介の指導に嫌気が差し、挙句には彼をセクハラ疑惑で陥れるが彼の本当の思いを聞いて改心し謝罪、その後は停学処分となった。

#### 第6話
達夫（たつお）△
演 - 寺島進
草野球チーム「ラビッツ」のメンバーの1人。チームのまとめ役。野球が人一倍大好きな熱血漢。
野球に興味を示していた真之介をスカウトする。
上原 真之介（うえはら しんのすけ）
演 - 伊澤柾樹
草野球チーム「ラビッツ」のメンバーの1人。人見知りで意思表示が苦手。
数年前にラビッツの練習風景を何度も見ていた際に達夫に見込まれ本人の意志とは関係無くチーム入りするが、達夫の生前に行われたとある試合にて自身の性格が仇となってエラーを起こして逆転負けとなり落胆する。そして達夫の死去に伴い、姉の真里によって強制的に脱退させられる。バッティングセンターでアルバイトをしており、営業時間が終わるころには自主練習をしていた。
上原 真理（うえはら まり）
演 - 森カンナ
真之介の姉。
弟が「無理矢理チームに参加させられた」という一方的な理由で決め付け、達夫が死去したことに伴い、真之介をラビッツから脱退させる。
男性
演 - 三遊亭好楽
幸が幽体離脱をした際に出会った中年男性の幽霊。

#### 第7話
沢村 清美（さわむら きよみ）
演 - 山下容莉枝
郁夫の前妻。さやかの実母で既に再婚している。
郁夫が突然倒れてさやかの唯一の肉親が他界するのを恐れ、これを機に娘を引き取りたいと申し出る。

#### 第8話
村上 あさみ（むらかみ あさみ）
演 - 小林涼子（最終話）（幼少期：井上琳水）。
ナベシマが死神になる生前の人物の実妹。事故で脚部を負傷し、車椅子での生活を送っている。
ナベシマの婚約者である律子には妹のように可愛がられていた。

#### 最終話
真鍋 律子（まなべ りつこ）△
演 - 観月ありさ
ナベシマの元婚約者で、ふとした事故で亡くなった女性社員の幽霊。
「弘とあさみの幸せな姿を見るまで成仏できない」と言っているが、「自分は殺されたのではないか」という疑問が浮上する。
袴田 弘（はかまだ ひろし）
演 - 田中圭
律子の同僚。
あさみにプロポーズをするも断られている。そして後日、律子を殺害した容疑で東仙警察署へ連行される。
山田
演 - 篠塚勝
東仙警察署の刑事。
真下
演 - 並木幹雄
東仙警察署の刑事。
高山
演 - ミスターちん
律子の同僚。
吉岡
演 - 住田隆
律子の上司。
池田
演 - 林泰文
律子の元同僚。経理担当。1年前に謎の転落死を遂げた。
村上 雅人（むらかみ まさと）
演 - 野沢大悟
あさみの実兄。ナベシマの生前体。

### スタッフ（テレビドラマ）
- 脚本 - 尾崎将也[3]、泉澤陽子
- 演出 - 南雲聖一、塚本連平、小室直子
- 音楽 - 髙見優
- 主題歌 - 家入レオ「僕たちの未来」（JVCケンウッド・ビクターエンタテインメント）[18][注 5]
- ロケット取材協力 - 東京工業大学ロケットサークル「CREATE」
- 工学部取材協力 - 牛島邦晴
- 幻覚取材協力 - ゆうきゆう
- 特殊メイク - 梅沢壮一
- スタジオ - 日活撮影所
- アクションコーディネート - オフィスワイルド
- チーフプロデューサー - 伊藤響（日本テレビ）
- プロデューサー - 高明希（日本テレビ）、大塚英治（ケイファクトリー）
- 制作協力 - ケイファクトリー
- 製作著作 - 日本テレビ

### 放送日程
| 各話                                                         | 放送日  | サブタイトル                                                                                 | 脚本              | 演出     | 視聴率 |
| ------------------------------------------------------------ | ------- | -------------------------------------------------------------------------------------------- | ----------------- | -------- | ------ |
| 第1話                                                        | 4月23日 | 幽霊の願いを叶えろ 頑固オヤジと娘の絆                                                        | 尾崎将也          | 南雲聖一 | 10.3%  |
| 第2話                                                        | 4月30日 | 幽霊の片想い…言えなかった言葉を今                                                            | 尾崎将也          | 南雲聖一 | 09.3%  |
| 第3話                                                        | 5月07日 | 生徒に立ち直って欲しい…教師の願い                                                            | 尾崎将也 泉澤陽子 | 塚本連平 | 06.9%  |
| 第4話                                                        | 5月14日 | 先生を助けたい…教え子の願いが奇跡を生む!                                                     | 尾崎将也          | 塚本連平 | 07.9%  |
| 第5話                                                        | 5月21日 | セクハラ冤罪の目撃者は幽霊ただ一人! 50年愛の奇跡が今…                                        | 尾崎将也          | 南雲聖一 | 06.7%  |
| 第6話                                                        | 5月28日 | 野球熱血幽霊と少年の夢! 笑点・好楽も幽霊!?                                                   | 尾崎将也          | 小室直子 | 06.9%  |
| 第7話                                                        | 6月04日 | 家族の絆…血が繋がらなくても俺達は親子だ!                                                     | 尾崎将也          | 塚本連平 | 08.2%  |
| 第8話                                                        | 6月11日 | 最後のキスの行方…ずっとあなたが好きでした                                                    | 尾崎将也          | 小室直子 | 07.9%  |
| 最終話                                                       | 6月18日 | 私を殺した犯人は誰? 涙の奥に隠した真実… いつも側に居てくれてありがとう。必ず君を幸せにします | 尾崎将也          | 南雲聖一 | 07.2%  |
| 平均視聴率7.9%（視聴率はビデオリサーチ調べ、関東地区・世帯） |         |                                                                                              |                   |          |        |

| 日本テレビ系 土曜ドラマ               | 日本テレビ系 土曜ドラマ                  | 日本テレビ系 土曜ドラマ                  |
| 前番組                                | 番組名                                   | 次番組                                   |
| ------------------------------------- | ---------------------------------------- | ---------------------------------------- |
| 怪盗 山猫 （2016年1月16日 - 3月19日） | お迎えデス。 （2016年4月23日 - 6月18日） | 時をかける少女 （2016年7月9日 - 8月6日） |